# Liste der Stiftsbibliothekare des Klosters St. Gallen
Diese Liste umfasst die Vorsteher der Stiftsbibliothek St. Gallen von ihren Anfängen bis heute.
- Uto (ca. 861 bis 864)
- Liuthart (von 867 bis 872)
- Notker Balbulus (vor 883 bis 890)
- Waldram (von 905 bis 909)
- Werinher (bis 1133 Custos)
- Rumo von Ramstein (von 1263 bis 1270 Custos)
- Hiltbold von Werstein (von 1297 bis ca. 1301)
- Johannes Stöfer (Ende 15. Jh. Custos)
- Franz Gaisberg (von 1491 bis ca. 1496)
- Ulrich Heer (um 1500 Custos)
- Berchtold Zimmermann (Anfang 16. Jh. Custos)
- Gallus Kopf (Anfang 16. Jh.)
- Anton Vogt (um 1510)
- Johannes Schmid von Steinheim (um 1513)
- Albert Miles (von 1514 bis ca. 1522 Custos)
- Konrad Haller (von 1523 bis 1525 Custos)
- Hans Hofmeister (1530er Jahre)
- Martin Störi (1530er Jahre)
- Sartor ? (Schneider) (1530er und 40er Jahre?)
- Mauritius Enk (1564;von 1571 bis 1575)
- Jodocus Metzler (von 1604 bis 1624)
- Bonifaz Rüedlinger (von 1624 bis 1627)
- Beat Keller (von 1630 bis 1633)
- Ambros Negelin (1634)
- Aegidius Jonas von Buch (von 1635 bis 1640)
- Otmar Kessler (von 1640 bis 1642)
- Iso Pfau (von 1661 bis 1679)
- Dionys Mattlin (von 1679 bis 1680)
- Hermann Schenk (von 1680 bis ca. 1683; von 1692 bis 1693; von 1705 bis 1706)
- Constantius von Sonnenberg (von ca. 1683 bis 1691)
- Hieronymus Lindenmann (1691)
- Burkhard Heer (von 1691 bis 1705)
- Kolumban Bischof (von 1707 bis 1707)
- Mauritius Müller (von 1707 bis 1709; von 1711 bis 1712; von 1712 bis 1719 im Exil; von 1719 bis 1722; von 1734 bis 1738)
- Innocenz Müller (von 1710 bis 1711)
- Cölestin Teschler (1711)
- Bernhard Frank von Frankenberg (von 1722 bis 1729)
- Aemilian Zeller (von 1729 bis 1733)
- Cölestin Gugger von Staudach (1733)
- Basilius Balthasar (von 1734 bis 1737)
- Edmund Weidner (von 1737 bis 1738)
- Notker Heine (von 1738 bis 1740)
- Honorat Peyer im Hof (von 1741 bis 1742)
- Chrysostomus Hailland (von 1743 bis 1744)
- Karl Helbling (von 1745 bis 1746)
- Antonin Rüttimann (von 1746 bis 1748)
- Pius Kolb (von 1748 bis 1762)
- Ulrich Berchtold (von 1761 bis 1773)
- Gerold Brandenberg (von 1773 bis 1774)
- Magnus Hungerbühler (von 1774 bis 1780)
- Johann Nepomuk Hauntinger (von 1780 bis 1823)
- Franz Josef Büeler (von 1804 bis 1805 Kommissär)
- Konrad Meier (von 1805 bis 1811)
- Ildefons von Arx (von 1824 bis 1833)
- Franz Weidmann (von 1833 bis 1834; von 1836 bis 1843)
- Alois Fuchs (von 1833 bis 1836)
- Führung durch die Bibliothekskommission: Leonhard Gmür, Carl Johann Greith, Franz Buchegger (ab 1. Juli 1845)
- Anton Henne (1855 bis 1861)
- Franz Eduard Buchegger (von 1861 bis 1868)
- Johann Baptist Näf (1868 bis 1872)
- Franz Anton Rohrer (1872 bis 1873)
- Otto Zardetti (1874 bis 1876)
- Johann Nepomuk Idtensohn (1876 bis 1892)
- Adolf Fäh (von 1892 bis 1932)
- Josef Müller (von 1933 bis 1947) (Enkel von Martin Vogt)
- Johannes Duft (von 1948 bis 1981)
- Peter Ochsenbein (von 1981 bis 2000)
- Ernst Tremp (von 2000 bis Oktober 2013)
- Cornel Dora (seit November 2013)